# 鄭撥
鄭撥（1553年—1592年），字子固，號白雲。本貫慶州鄭氏，朝鮮王朝時期武將。
鄭撥是鄭明善之子，25歲時候武舉合格，後逐漸升遷，直到釜山鎮水軍僉使之職，負責防備倭寇。1592年，宗義智率日軍突然來到釜山，發動侵略朝鮮的文祿之役，要求假道入明。鄭撥嚴詞拒絕了這個要求，隨後日軍攻打釜山鎮，鄭撥在城南門被日軍火繩槍擊中，英勇戰死。
死後追封左贊成，諡號忠壯。與宋象賢同祀於東萊忠烈祠。